# Pniewo Wielkie
Pniewo Wielkie (prononciation : [ˈpɲɛvɔ ˈvjɛlkʲɛ]) est un village polonais de la gmina de Regimin dans le powiat de Ciechanów de la voïvodie de Mazovie dans le centre-est de la Pologne.
Il se situe à environ 6 kilomètres à l'ouest de Regimin (siège de la gmina), 14 kilomètres au nord-ouest de Ciechanów (siège du powiat) et à 89 kilomètres au nord-ouest de Varsovie (capitale de la Pologne).

## Histoire
De 1975 à 1998, le village appartenait administrativement à la voïvodie de Ciechanów.